# مادر قلب‌اتمی (فیلم)
مادر قلب‌اتمی فیلمی به کارگردانی علی احمدزاده، نویسندگی علی احمدزاده و مانی باغبانی، و تهیه‌کنندگی سید امیر سیدزاده محصول سال ۱۳۹۳ است. این فیلم دربخش جانبی فروم جشنواره فیلم برلین، جشنواره آستین تگزاس و جشنواره فیلم‌های آسیایی سن دیگو به نمایش درآمده‌است.

## عنوان
نام مادر قلب اتمی از آلبومی به همین نام از گروه پینک فلوید گرفته شده‌است. در فیلم زمانی که کامی خواب عجیبش را برای دوستانش تعریف می‌کند، به آن اشاره می‌شود.

## داستان
فیلم مادر قلب‌اتمی با میهمانی کامی آغاز می‌شود که قصد دارد ایران را برای همیشه به مقصد تونس ترک کند. داستان فیلم در شب توزیع یارانه‌ها و با اتفاقاتی که به واسطه عدم امکان برداشت از کارت روی می‌دهد، روایت می‌شود.

## بازیگران
| بازیگران       | نقش           |
| -------------- | ------------- |
| ترانه علیدوستی | آرینه         |
| پگاه آهنگرانی  | نوبهار        |
| مهرداد صدیقیان | کامبیز (کامی) |
| محمدرضا گلزار  | طوفان         |
| رضا بهبودی     | مامور انتظامی |
| احسان امانی    | فرد شاکی      |

## اکران در ایران
این فیلم سینمایی سرنوشت نامعلومی داشت و علی‌رغم چندین بار اصلاحیه موفق به دریافت پروانه نمایش نشد. شورای پروانه نمایش مذاکراتی با سازندگان فیلم داشت و آن‌ها بر سر اصلاح ۸ دقیقه از فیلم به توافق رسیدند و قرار شد بخش‌هایی از فیلم اصلاح شود و در بخش‌هایی با صدای بازیگران گفتارهایی به فیلم افزوده شود. دست‌اندرکاران فیلم اصلاحیه اولیه را اعمال کردند و درحالی‌که پیش‌بینی می‌شد این بار پروانه نمایش فیلم بدون مشکل صادر شود بازهم سازمان سینمایی از صدور پروانه نمایش خودداری کرد. در آن زمان گفته شد شورای پروانه نمایش با نسخه اصلاح شده مشکلی ندارد اما اداره نظارت و ارزشیابی تصمیم گرفته فعلاً مادر قلب‌اتمی اکران نشود. سرانجام، پس از ۳ سال، این فیلم در تاریخ ۱۰ خرداد ۱۳۹۶، اکران شد. علی احمدزاده نسخهٔ سانسور نشدهٔ فیلم را در ویمیو قرار داد.